# Carl Schutte
Carl Schutte   (Kansas City, 5 d'octubre de 1887 - Seattle, 24 de juny de 1962) va ser un ciclista estatunidenc, que va competir durant la dècada de 1910.
El 1912 prendre part en els Jocs Olímpics d'Estiu d'Estocolm, on va disputar dues proves del programa de ciclisme. En ambdues, la contrarellotge per equips, formant equip amb Walter Martin, Alvin Loftes i Albert Krushel; i la contrarellotge individual, guanyà la medalla de bronze.